# 曹建海
曹建海（1967年12月28日—），河北永年人，中国经济学家。经济学博士，后任中国社会科学院工业经济研究所“投资与市场”研究所主任、研究生院教授、国际投资研究中心学术委员会副主任。2010年12月，他与郎咸平、时寒冰、戴旭、于建嵘等人被评为“中国互联网九大风云人物”
。2012年12月，由腾讯网新闻频道李慧翔《说公知论公知，谁是公知》的评论文章，引发了网络大讨论。大多数网民认为包括曹建海在内的九大风云人物接近公共知识分子标准。

## 生平
1967年12月28日出生于河北省永年县，1986年毕业于河北财经学院企业管理系，获学士学位。1991年毕业于中国人民大学投资经济系，获硕士学位。1998年毕业于中国社会科学院工业经济系，获博士学位。1998-2000年在北京师范大学资源科学研究所，从事博士后研究工作，研究方向为“中国城市土地高效利用”。以上期间，两度（1986-1988、1991-1995）在河北财经学院任教。2000年8月在中国社会科学院工业经济研究所工作。现任中国社会科学院工业经济研究所投资与市场研究室主任、中国社会科学院国际投资研究中心学术委员会副主任、中国社会科学院研究生院教授。

## 主要研究方向
工业投资与市场，工商管理，土地经济，尤其对于房地产业、汽车产业、民航产业有着更多研究。

## 学术成就
主持数十个国家软科学基金、国家自然基金、中国社会科学院的重大项目，在《经济研究》、《管理世界》、《中国工业经济》、《The Chinese Economy》等学术刊物上发表论文百余篇。
主编有《中国城市土地高效利用研究》《中国产业前景报告》《过度竞争论》《中国市场前景报告》等学术专著。另外，参与了《中国城市管理研究》、《中国长江三角洲地区制造业发展报告》、《国际产业转移与中国成为世界工厂研究》等学术专著的编写工作。

## 成名于房地产评论
从2003年，一直到2012年，中国大陆房价高涨，民生艰难，制造业不振，中国经济被房地产绑架。曹建海与时寒冰等人一道，本着良知和正义感，以专业角度分析中国房地产，警言房地产畸形发展给中国经济和民生带来的极大危害，赢得中国民众的广泛支持和欢迎，曹建海由此成名。
他与时寒冰、牛刀被中国网民并称为“地产三剑客”
。